# Ido nyelv
Az ido nyelv egy mesterséges nyelv, mely az eszperantó megreformálásával jött létre 1907-ben. Célja az, hogy második nyelv legyen különböző nyelvi háttérrel rendelkező embereknél. Tervezésekor elsődleges szempont volt, hogy nyelvtanilag, helyesírásilag és lexikografikusan szabályos legyen.
Az ido volt a második mesterséges nyelv, amely nagyobb közösséget tudott szervezni. Megalakult az Ido Akadémia, és kiadták a nyelv folyóiratát, a Progresót. A század első évtizedeiben az idista mozgalom mintegy 1000 főt számlált. A nyelv népszerűségromlásának egyik oka Louis Couturat 1914-es halála volt. 1923-ban megalakult az Uniono por la Linguo Internaciona Ido (Ido Világszervezet, szó szerint „Egyesület az Ido nemzetközi nyelvért”).
Az ido az idők folyamán az eszperantóra is hatással volt, neologizmusként számos ido szó került az eszperantóba, és néhány képző is, mint például: -iz-, -oz-, -ik-, -iv-.
Számos művet lefordítottak idóra, így például a A kis herceget és Lukács evangéliumát is. Napjainkban kb. 100-200 beszélőt jegyeznek.

## Története

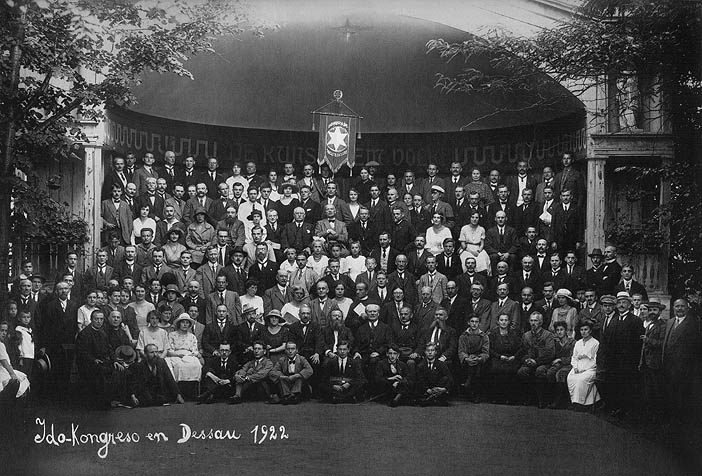
A Nemzetközi Ido Kongresszus Dessau-ban (Németország) 1922-ben

Az egységes második nyelvek ötlete nem új, ahogy a mesterséges nyelvek létrehozása sem egy mai jelenség. Az első mesterséges nyelv a Lingua ignota volt, a 12. századból. Ám az ötlet nem szerzett sok támogatót, egészen a volapük 1879-es létrehozásáig. A volapük egy időre népszerű lett és néhány ezer beszélőt is szerzett, amelyet azonban később elhomályosított az 1887-es eszperantó népszerűsége. Több egyéb nyelv, mint például a Latino sine flexione vagy az Idiom Neutral is készült, de igazán sikeresek sohasem lettek. Ebben az időben alapította Loius Couturat a Délégation pour l'adoption d'une langue auxiliaire internationale-t (Nemzetközi segédnyelv elfogadására alakult delegáció).
A delegáció 1907-ben formális kérvényt nyújtott be a bécsi International Association of Academies-nek, hogy válasszanak ki egy nemzetközi nyelvet: ezt 1907 májusában elutasították. A delegáció ezután 1907-ben összeült Párizsban, mint bizottság, a standard nemzetközi nyelv elfogadásának megvitatására. A számos új nyelv között volt az ido. Végezetül a bizottság úgy döntött, hogy semelyik beküldött nyelv nem felelt meg minden követelménynek, de az eszperantó "elfogadható, azon feltétellel, hogy számos változtatást kell a végleges Bizottságnak végrehajtania, amelyek irányát a Titkárok Jelentése (Louis Couturat és Leopold Leau) és az Ido projekt határozza meg".
Az eszperantó létrehozója, L. L. Zamenhof egy 1894-es javaslatban egy megújított eszperantó létrehozását javasolta, számos ido által elfogadott változtatással: az ékezetes betűk és a tárgyeset eltávolítása, a többes szám olaszos -i-re való cseréje, valamint a tabella szavak latinosabb alakra változtatása. Mindazonáltal az eszperantó közösség elutasította Zamenhof ajánlásait és hasonlóan az 1907-es bizottság ajánlásait is, ezért Zamenhof visszavonta javaslatait. Vita kerekedett abból, hogy az „Ido projekt”-et elsődlegesen Louis de Beaufront ötletének tartották, aki az eszperantót képviselte a bizottság előtt.
Becslések szerint az eszperantó vezetőinek 20%-a és használóinak 3-4%-a átállt az idóhoz. Habár megosztotta az eszperantó mozgalmat, ez a szakadás a megmaradtaknak szabadságot adott a meglevő nyelvük használatában és támogatásában. Ugyanez az idistáknak is szabadságot adott azon a téren, hogy a nyelvüket tovább alakítsák, mielőtt elkezdenék ajánlani. Megalapították az Uniono di la Amiki di la Linguo Internaciona-t (A Nemzetközi Nyelv Barátainak Szövetsége), az Ido Akadémiával együtt, hogy az új nyelv részleteit kidolgozhassák.
Couturat, az ido elindítója 1914-ben autóbalesetben elhunyt. Ez, az 1. világháborúval együtt gyakorlatilag beszüntette az Ido Akadémia működését 1914 és 1920 között. 1928-ban az ido egyik legjelentősebb támogatója, Otto Jespersen dán nyelvész kiadta saját nyelvét, a Novial nyelvet. Ez még inkább visszavetette az idót.

### A digitális korszakban
A nyelv még ma is rendelkezik aktív beszélőkkel és az internet megújította az ido iránti érdeklődést. 2005 novemberében az Idolisto Yahoo! csoportban egy 24 fős szavazás azt mutatta, hogy az idót beszélők 57%-a az akkor elmúlt 3 évben kezdte meg ido-tanulását, 32%-a az 1990-es évek közepétől 2002-ig, míg 8%-a ismerte korábban.

### Változtatások
Keveset változtattak az idóban 1922 óta.
Camiel de Cockot nevezték ki a nyelvészeti ügyek titkárává Roger Morceaux után. Lemondott, miután 1991-ben létrehozott egy nyelvészeti bizottságot. De Cockot Robert C. Carnaghan követte, aki 1992-től 2008-ig volt ebben a pozícióban. 2001 és 2006 között nem vettek be új szót. Az ULI 2008-2011-es választásai után Gonçalo Neves lett Carnaghan utódja a nyelvészeti ügyek titkáraként, 2008 februárjában. Neves 2008 augusztusában lemondott. Egy új nyelvészeti bizottságot alapítottak 2010-ben. 2010 áprilisában Tiberio Madonna lett Neves utódjaként a nyelvészeti ügyek titkára. 2011 januárjában az ULI 8 új szót fogadott el. Ez volt hosszú évek után az első szóhozzáadás. 2012 áprilisában a nyelvészeti ügyek titkára Tiberio Madonna maradt.

## Betű- és hangrendszere
Az ido ábécé az angol ábécé 26 betűjéből áll, ékezetek nélkül:
| Betű | IPA        | Magyarban                                     |
| ---- | ---------- | --------------------------------------------- |
| a    | [a]        | rövid á, mint a magyar palócok kiejtésében    |
| b    | [b]        | b                                             |
| c    | [t͡s]       | c                                             |
| d    | [d]        | d                                             |
| e    | [e], [ɛ]   | e (nyílt vagy zárt)                           |
| f    | [f]        | f                                             |
| g    | [ɡ]        | g                                             |
| h    | [h]        | h                                             |
| i    | [i]        | i                                             |
| j    | [ʒ]        | zs                                            |
| k    | [k]        | k                                             |
| l    | [l]        | l                                             |
| m    | [m]        | m                                             |
| n    | [n]        | n                                             |
| o    | [o], [ɔ]   | o (nyílt vagy zárt)                           |
| p    | [p]        | p                                             |
| r    | [ɾ]        | r                                             |
| s    | [s]        | sz                                            |
| t    | [t]        | t                                             |
| u    | [u]        | u                                             |
| v    | [v]        | v                                             |
| w    | [w]        | félhangzós u, megegyezik az angol w ejtésével |
| x    | [ks], [gz] | x, gz                                         |
| y    | [j]        | j                                             |
| z    | [z]        | z                                             |

A magyartól eltérő kiejtésű betűkapcsolatok:
- ch – magyar cs [t͡ʃ]
- qu – magyar k és egy félhangzós u kapcsolata [kw]
- sh – magyar s [ʃ]

A dinamikus hangsúly az utolsó előtti szótagon (de a szó végi kettős magánhangzókat egy szótagnak tekintjük). A hangsúlyos szótagban található magánhangzó sohasem nyúlik meg!

### Beszédhangtan
Az ido hét magánhangzóval rendelkezik, amelyek öt fonémába tartoznak. Az [e] és [ɛ] felcserélhetők a beszélő preferenciái alapján, csak úgy, mint az [o] és az [ɔ]. Az au és eu kombinációk szótőben diftongusokká változnak ([au], [eu]), de toldalékban nem ([a.u], [e.u]) .
|         | Első     | Hátsó    |
| ------- | -------- | -------- |
| Zárt    | [i]      | [u]      |
| Középső | [e], [ɛ] | [o], [ɔ] |
| Nyitott | [a]      | [a]      |

|              | Bilabiális | Bilabiális | Labiodentális | Labiodentális | Alveoláris | Alveoláris | Poszt-alveoláris | Poszt-alveoláris | Palatális | Palatális | Veláris | Veláris | Glottális | Glottális |
| ------------ | ---------- | ---------- | ------------- | ------------- | ---------- | ---------- | ---------------- | ---------------- | --------- | --------- | ------- | ------- | --------- | --------- |
| Nazális      |            | [m]        |               |               |            | [n]        |                  |                  |           |           |         |         |           |           |
| Zárhang      | [p]        | [b]        |               |               | [t]        | [d]        |                  |                  |           |           | [k]     | [ɡ]     |           |           |
| Zárréshang   |            |            |               |               | [t͡s]       |            | [t͡ʃ]             |                  |           |           |         |         |           |           |
| Réshang      |            |            | [f]           | [v]           | [s]        | [z]        | [ʃ]              | [ʒ]              |           |           |         |         | [h]       |           |
| Legyintőhang |            |            |               |               |            | [ɾ]        |                  |                  |           |           |         |         |           |           |
| Közelítőhang |            |            |               |               |            | [l]        |                  |                  |           | [j]       |         | [w]     |           |           |

Minden több szótagú szó az utolsó előtti szótagon hangsúlyos, kivéve a főnévi igenevek, melyek az utolsó szótagjukon hangsúlyosak: skolo ’iskola’, kafeo ’kávé’ és lernas ’tanul- (jelen idő)’, de irar ’menni’, savar ’tudni’ és drinkar ’inni’. Ha egy i vagy u megelőz egy másik magánhangzót, a betűpár egy szótagot alkot, amit figyelembe kell venni a hangsúlyozáskor: radio ’rádió’, familio ’család’ és manuo ’kéz’, ha csak ez a két magánhangzó található a szótagban, akkor a hangokat különválasztva kell alkalmazni a hangsúlyszabályt, és így az i és az u hangsúlyos lesz: dio ’nap’, frua ’korai, korán’.

## Lexika és nyelvtan
Alapjában az eszperantóra épül, néhány lényeges módosítással. Néhány példa:
1. Lecserélte az eszperantó mellékjeles betűit, és csak az alap 26 betűs latin ábécében szereplő betűket használja: ĉ → ch, ĝ → j vagy dj, ĥ → k vagy h, ĵ → j, ŝ → sh, ŭ → w vagy u; az eszperantó ks/kz/gz kapcsolat helyett az x-et használja; valamint kv helyett qu áll.
2. Néhány nyelvtani elemet megváltoztatott:
  - főnév többes száma: az -oj cseréje -i-re: domoj – domi
  - földrajzi neveknél a főnév megtartja az -a végződést
  - nincs tárgyeset: domon – domo (Alany – állítmány – tárgy szórend esetén)
  - a névelő összeolvad néhány elöljáróval: de, da, a(d) + la → del, dal, al
  - melléknév mindig állandó, nem egyeztetjük: altajn domojn – alta domi; az -a végződés el is maradhat
  - tőszámnevek: un, du, tri, quar, kin, sis, sep, ok, non, dek; dek-e-un (11); du-a-dek (20); cent, mil
  - sorszámnevek: unesma, duesma, …
  - személyes névmások: me, tu/vu, lu/ilu/elu/olu; ni, vi, li/ili/eli/oli
  - a főnévi igenév három végződésű: -ar (jelen idő), -ir (múlt idő), -or (jövő idő): dormi – dormar/dormir/dormor
  - a felszólító mód jele -ez: dormu! – dormez!
3. Gyökegyszerűsítés a jó hangzás miatt:
  - ekscitas → ecitas
  - punkto → punto
  - funkcio → funciono
4. Alaki közelítés a nemzetközi formákhoz. Több alap és képzett szó megfelelőjeként új, nemzetközi szavakat vezet be. Ennek okán a tabellaszavakat is „nemzetközibb” szavakkal helyettesítette, ezzel sokat ártott a könnyű elsajátítás elvének.
  - senkulpigi → exkuzar
  - aperi → aparar
  - demandi → questionar
  - edzo → spozo
  - elasta → elastika
  - farti → standar
  - kaj → e
5. Az eszperantó mal- előképzője helyett bevezeti a des- előképzőt, ezzel együtt néhány mal- előképzős eszperantó szót új szóval helyettesít.
  - malalta → basa
  - malbela → leda
  - malgaja → trista
  - malrapida → lenta
6. Több eszperantó szót felbont:
  - de → da, de, di
  - povi → darfar, povar
  - kiel → kom, quale

A tabellaszavak:
|             | határozatlan | gyűjtő       | kérdő/vonatkozó | tagadó       | mutató        |
| ----------- | ------------ | ------------ | --------------- | ------------ | ------------- |
| tárgy       | ulo          | omno         | quo             | nulo         | ito           |
| személy     | ulu, ula     | omnu, omna   | qua             | nulu, nula   | ita           |
| tulajdonság | ulaspeca     | omnaspeca    | quala           | nulaspeca    | tala          |
| hely        | ulaloke      | omnaloke     | ube             | nulaloke     | ibe           |
| birtokos    | di ulu/ula   | di omnu/omna | di qua/quo      | di nulu/nulo | di ita/ito/to |
| mód         | ulamaniere   | omnamaniere  | quale           | nulamaniere  | tale          |
| ok          | pro ulo      | pro omno     | pro quo         | pro nulo     | pro to        |
| idő         | ulatempe     | sempre       | kande           | nulatempe    | lore          |
| mennyiség   | kelke        | omno         | quante          | nulo         | tante         |

### Szóvégződések
| Nyelvtani Forma           | Ido        | Magyar    | Magyar    | Eszperantó     | Eszperantó   |
| ------------------------- | ---------- | --------- | --------- | -------------- | ------------ |
| Egyesszámú főnév          | -o (libro) | könyv     | könyv     | -o (libro)     | -o (libro)   |
| Többes számú főnév        | -i (libri) | könyvek   | könyvek   | -oj (libroj)   | -oj (libroj) |
| Melléknév                 | -a (varma) | meleg     | meleg     | -a (varma)     | -a (varma)   |
| Határozószó               | -e (varme) | melegen   | melegen   | -e (varme)     | -e (varme)   |
| Jelen idejű főnévi igenév | -ar (irar) | menni     | menni     | -anti (iranti) | -i (iri)     |
| Múlt idejű főnévi igenév  | -ir (irir) | menni     | menni     | -inti (irinti) | -i (iri)     |
| Jövő idejű főnévi igenév  | -or (iror) | menni     | menni     | -onti (ironti) | -i (iri)     |
| Jelen idő                 | -as (iras) | megy      | megy      | -as (iras)     | -as (iras)   |
| Múlt idő                  | -is (iris) | ment      | ment      | -is (iris)     | -is (iris)   |
| Jövő idő                  | -os (iros) | menni fog | menni fog | -os (iros)     | -os (iros)   |
| Felszólító                | -ez (irez) | menj      | menj      | -u (iru)       | -u (iru)     |
| Feltételes                | -us (irus) | menne     | menne     | -us (irus)     | -us (irus)   |

### Szóképzés
Az idóban 16 előképző és 40 utóképző van, ami differenciáltabbá teszi a rendszert, de egyszersmind bonyolultabbá is.
1. Előképzők
  - anti- – valami ellenes: eroro – antierrora (hiba – hibaellenes)
  - arki- – kiemelkedő nagyság, méltóság; fő-: episkopo – arkiepiskopo (püspök – érsek)
  - auto- – önmagától működő, történő: foko – autofoko (fókusz – autofókusz (techn.))
  - bi- – két-, kettős- kétszeres: linguo – bilinguala (nyelv – kétnyelvű)
  - bo- – sógorsági viszonyt (házasság által létrejött rokoni kapcsolatot) fejez ki: bopatro – bopatrino (após – anyós), önállóan: boa (sógor(ság)i (kapcsolat))
  - des- – ellentétképző: bona – desbona (jó – rossz); főnévvel is állhat: amiko – desamiko (barát – ellenség)
  - dis- – szét-: donar – disdonar (adni – szétosztani)
  - ex – volt, lemondott, ex: exministro (exminiszter), exmoda (divatjamúlt); önállóan: ex! (le vele!), exa (volt)
  - ge- – különböző neműek társító képzője: patro + patrino = gepatri (szülők)
  - mi- – fél-, félig: horo – mihoro (óra – félóra)
  - mis- – rosszul-, félre-: komprenar – miskomprenar (érteni – félreérteni); önállóan: misa (téves, helytelen)
  - ne- – tagadás jelzése: dankar – nedankar (megköszön – nem köszön meg)
  - par- – befejezett szemléletű ige képzője: lernar – parlernar (tanulni – megtanulni)
  - para- – valami ellen védő: lumo – paralumo (fény – fényvédő)
  - pseudo- – ál-: nomo – pseudonomo (név – álnév)
  - pre- – valami előtt, régen: vidar – previdar (= ante-vidar) (látni – előtte látni)
  - quadri- – négy-, négyszeres: linguo – quadrilinguala (nyelv – négynyelvű)
  - retro- – visszafelé irányt jelöl: irar – retroirar (megy – visszafelé megy)
  - ri- – újra, vissza: donar – ridonar (adni – visszaadni)
  - sen- – nélkül: spozo – senspoza (férj – férjezetlen)
2. Utóképzők
  - -ab- – az összetett igealakok alakíthatók át szintetikusakká: esis aminta – amabis
  - -ach- – silányító képző: ridar – ridachar (nevetni – röhögni)
  - -ad- – gyakorító képző, tartós, szokásosan ismétlődő cselekményt fejez ki: sisar – sidadar (ülni – üldögélni)
  - -ag- – eszközt, szerszámot jelentő gyökhöz kapcsolva cselekvést fejez ki: martelo – martelagar (kalapács – kalapácsolni)
  - -aj- – konkrét dolgot, anyagot jelentő szót képez: lakto – laktajo (tej – tejtermék)
  - -al- – melléknévképző (latin -alis): gramatiko – gramatikala (nyelvtan – nyelvtani)
  - -an- – tag, lakos: urbo – urbano (város – városi ember), klubo – klubano (klub – klubtag); önállóan: ano = membro (tag)
  - -ar- – csoportképző (latin -arium): vorto – vortaro (szó – szótár); önállóan: aro (csoport)
  - -ari- – akire a cselekvés irányul: konfidenco – konfidencario (bizalom – bizalmas (valakié))
  - -atr- – -szerű, látszó, tűnő: bela – belatra (szép – szépnek tűnő)
  - -e- – valamihez hasonló: rosa – rosea (rózsaszínű – rózsaszínes)
  - -ebl- – lehetőség kifejezésére: vidar – videbla (látni – látható), önállóan: ebla (lehetséges)
  - -eg- – nagyító képző: river – riverego (folyó – folyam)
  - -em- – a gyökben kifejezett fogalom iránti hajlamot fejezi ki: timar – timema (félni – félénk)
  - -end- – -andó, -endő: legar – legenda (olvasni – olvasandó)
  - -er- – alkalomszerű, amatőr foglalkozást fejez ki: biciklo – biciklero (kerékpár – kerékpáros)
  - -eri- – helyiség, ahol valamit végeznek (tágabb, mint az -ey-): imprimo – imprimerio (nyomda – a nyomda épülete)
  - -es- – elvont fogalmat képez; a szenvedő rövid alak képzője: bel – beleso (szép – szépség); esar vidata – videsar
  - -esk- – a cselekvés megkezdését jelzi; valamilyenné válni: dormar – dormeskar (aludni – elaludni), frigo – frigeskar (hideg – lehűteni)
  - -estr- – vezető, parancsnok, főnök: urbo – urbestro (város – polgármester); önállóan: estro (vezető), estrar (vezetni)
  - -et- – kicsinyítő képző: rivero – rivereto (folyó – patak)
  - -ey- – helyiségképző (szűkebb, mint az -eri-): imprimo – imprimeyo (nyomda – az a terület, ahol nyomnak); önállóan: eyo (helyiség)
  - -i- – országnév-képző: hungara – Hungario (magyar – Magyarország)
  - -id- – emberi utód, leszármazott, szülött, ivadék: Izraelio – Izraelido (Izrael – izraeli); önállóan: ido (utód)
  - -ier- – tok, hüvely (olyan tartót jelent, mely nem fedi teljesen a tárgyat): kandelo – kandeliero (gyertya – gyertyatartó)
  - -if- – valamilyen produktumot létrehozni: floro – florifar (virág, növény – virágozni)
  - -ig- – valamit valamilyenné tenni: blanka – blankigar (fehér – fehéríteni)
  - -ik- – melléknévképző: elasto – elastika (rugalmasság – rugalmas)
  - -il- – eszköz, szerszám-képző: flugar – flugilo (repülni – szárny); önállóan: ilo = instrumento (szerszám, eszköz)
  - -in- – nőnemű pár, nőstény: patro – patrino (apa – anya); önállóan: ino (nőstény), ina (nőnemű)
  - -ind- – valamire méltó: legar – leginda (olvasni – olvasásra méltó)
  - -ism- – tan, mozgalom, rendszer megjelölése: vegetarismo (vegetarizmus)
  - -ist- – hivatásszerű foglalkozást jelöl, továbbá valamilyen „-izmus” követőjét: maro – maristo (tenger – tengerész), esperantisto (eszperantista)
  - -iv- – melléknévképző: auditar – auditiva (meghallgatni – hallgatható)
  - -iz- – eszközzel végzett cselekvés: organo – organizar (szervezet – megszervezni)
  - -oz- – melléknévképző: granda – grandioza (nagy – óriási)
  - -ul- – az élőlények hímnemű része: patro – patrulo (szülő – apa); önállóan: ulo (hím)
  - -um- – határozatlan jelentésű utóképző: kolo – kolumo (nyak – gallér), brako – brakumar (kar – ölelni)
  - -un- – az egész részének kifejezése: pano – panuno (kenyér – morzsa)
  - -ur- – egy munka eredményét, termékét jelenti: mixo – mixuro (keverék – ami keverés után létrejön (keverék))
  - -uy- – tok, tartó-képző: salo – saluyo (só – sótartó); önállóan: uyo (tartó, tok)
  - -yun- – nem emberi utódot jelöl: bovo – bovyuno (bika – borjú)

### Szórend
Az idoban a szórend alany-ige-tárgy. Így az idóbeli "Me havas la blua libro." jelentése "Enyém a kék könyv.". Azonban vannak egyéb esetek:
- A melléknevek lehetnek a főnév előtt (mint pl. angolban vagy után, mint pl. spanyolban. Ezáltal a "Me havas la blua libro." és "Me havas la libro blua." ugyanazt jelenti.
- Az ido rendelkezik a tárgyesetbeli -n toldalékkal. Az eszperantóval ellentétben ezt akkor kell csak használni, ha a tárgy nem világos, azaz például az alany-ige-tárgy sorrendet nem követik. Ezáltal a "Me havas la blua libro." és a "La blua libron me havas." is ugyanazt jelentik.

Az ido általánosságban nem használ nyelvtani egyeztetést a nyelvtani kategóriák közt. Például az ige változatlan marad a személytől és a személyek számától függetlenül. Emellett a mellékneveket sem kell többes számba tenni: a nagy könyvek idóul la granda libri, míg franciául grands livres, eszperantóul pedig grandaj libroj.
A tagadás az idóban a ne szó ige elé illesztésével történik. Így például a "Me ne havas libro." jelentése "Nincs könyvem.". Ez sem változik, a nekem nincs, neki nincs és nekik nincs sorra "Me ne havas libro.", "Il ne havas libro.", "Li ne havas libro.". Hasonlóan a jövő időben és a múlt időben sincs különbség: "Me ne iros." és "Me ne iris.".
Az igen/nem típusú kérdéseket a ka szó jelöli. Így a "Van könyvem." ("Me havas libro,") kérdése, a "Van-e könyvem?" idóul "Ka me havas libro?" lesz. A ka továbbá főnév elé is elhelyezhető ige hiányában, amely egyszerűbb kérdést eredményez. Például a "Ka Mark?" jelentheti, hogy "Márk vagy?", hogy "Ő Márk?" vagy "Úgy érted, Márk?" a kontextustól függően.

## Szókincs
Az ido szókincse a francia, olasz, spanyol, német, angol és orosz nyelven alapul. Ilyen széles körű alapnyelvkészlettel az ido a legtöbb ember számára elérhető második nyelv. Az első 5371 ido szótő elemzése a következő statisztikákat mutatta:
- 2024 szótő (38%) 6 nyelvhez tartozik
- 942 szótő (17%) 5 nyelvhez tartozik
- 1111 szótő (21%) 4 nyelvhez tartozik
- 585 szótő (11%) 3 nyelvhez tartozik
- 454 szótő (8%) 2 nyelvhez tartozik
- 255 szótő (5%) 1 nyelvhez tartozik

Egy másik elemzés a következőket mutatta ki:
- 4880 szótő (91%) megtalálható a franciában
- 4454 szótő (83%) megtalálható az olaszban
- 4237 szótő (79%) megtalálható a spanyolban
- 4219 szótő (79%) megtalálható az angolban
- 3302 szótő (61%) megtalálható a németben
- 2821 szótő (52%) megtalálható az oroszban

| Ido     | Angol              | Olasz           | Francia | Német                | Orosz          | Spanyol    | Magyar               |
| ------- | ------------------ | --------------- | ------- | -------------------- | -------------- | ---------- | -------------------- |
| bona    | good ("bonus")     | buono           | bon     | gut ("Bonus")        | хороший        | bueno      | jó ("bónusz")        |
| donar   | give ("donate")    | dare ("donare") | donner  | geben                | дарить         | dar, donar | adni ("adományozni") |
| filtrar | filter             | filtrare        | filtrer | filtern              | фильтровать    | filtrar    | szűrni               |
| gardeno | garden             | giardino        | jardin  | Garten               | caд            | jardín     | kert                 |
| kavalo  | horse ("cavalry")  | cavallo         | cheval  | Pferd ("Kavallerie") | лошадь, кобыла | caballo    | ló (lovasság)        |
| maro    | sea ("marine")     | mare            | mer     | Meer                 | море           | mar        | tenger (tengerész)   |
| naciono | nation             | nazione         | nation  | Nation               | нация          | nación     | nemzet               |
| studiar | study              | studiare        | étudier | studieren            | изучать        | estudiar   | tanulni              |
| yuna    | young ("juvenile") | giovane         | jeune   | jung                 | юный, молодой  | joven      | fiatal               |

Az új szavakat általánosságban azok analízisével, etimológiája és a hat forrásnyelvbeli kapcsolata határozza meg. Ha egy szó a már meglevő szókincs alapján létrehozható, általánosságban adoptálják is (például a Wikipedio a wiki előtagból és az enciklopedio szóból), míg ha nem, teljesen új szót hoznak létre. Például az alternatoro szót 1926-ban vették be, leginkább mert öt nyelvben a hatból majdnem egyazon helyesírást használták és elég hosszú volt, hogy ne legyen összekeverhető a meglevő szavakkal. Egy szó bevétele konszenzus útján történik, ami után a szövetség hivatalossá teszi. A homonímiák elkerülése is fontos szempont, az új szavak elfogadását általában megbeszélés előzi meg. A korlátozott értelemmel rendelkező, gyakorlatban ritkán használt idegen szavak (például az intifada a Palesztina és Izrael közti konfliktusra) általánosságban változatlanok maradnak.
Az ido, az eszperantóval ellentétben nem a hímnemet veszi alapértelmezettnek. Például az ido a pincérnő szót nem úgy hozza létre, hogy a hímnemű pincér szóhoz hozzárak egy nőképzőt, az eszperantóval ellentétben. Ehelyett az ido szavak nem nélküliek és két képzővel adható nem hozzá: az -ul a férfi és az -in a női. Például a servisto a pincér, bármilyen nemmel, a servistulo a férfi pincér, míg a servistino a női. Csak két kivétel van eme szabály alól: először a patro az apa, a matro az anya és a genitoro a szülő, és másodszor a viro a férfi, a muliero a nő és az adulto a felnőtt.

## Példa
A Miatyánk ido nyelven

Probléma esetén lásd:Médiafájlok kezelése.
Miatyánk:
| Ido Patro nia, qua esas en la cielo, tua nomo santigesez; tua regno advenez; tua volo facesez quale en la cielo, tale anke sur la tero. Donez a ni cadie l'omnadiala pano, e pardonez a ni nia ofensi, quale anke ni pardonas a nia ofensanti, e ne duktez ni aden la tento, ma liberigez ni del malajo. | Magyar Mi Atyánk, aki a mennyekben vagy, Szenteltessék meg a Te neved, Jöjjön el a Te országod, Legyen meg a Te akaratod, Amint a mennyben, úgy a földön is. Mindennapi kenyerünket add meg nekünk ma, És bocsásd meg vétkeinket, Miképpen mi is megbocsátunk az ellenünk vétkezőknek, És ne vígy minket kísértésbe, De szabadíts meg a gonosztól. |